# Луквица
Лу́квица (укр. Луквиця) — село в Дзвинячской сельской общине Ивано-Франковского района Ивано-Франковской области Украины.
Население по переписи 2001 года составляло 841 человек. Занимает площадь 11 км². Почтовый индекс — 77740. Телефонный код — 03471.

## История
В 1946 году указом ПВС УССР село Прислоп переименовано в Луквицу.